# Hubschraubertriebwerk

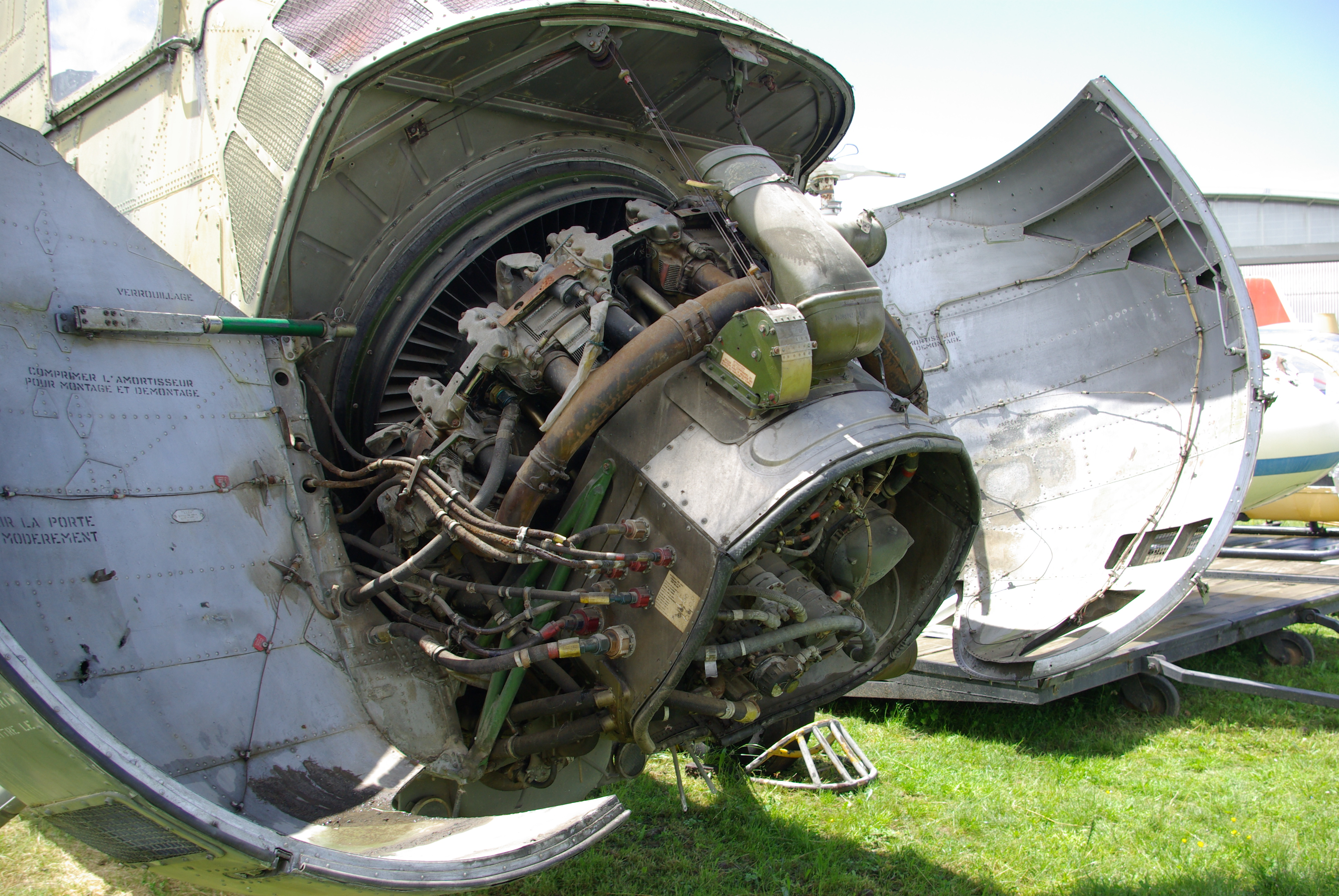
Sternmotor Wright R-1820 im Bug einer Sikorsky H-34

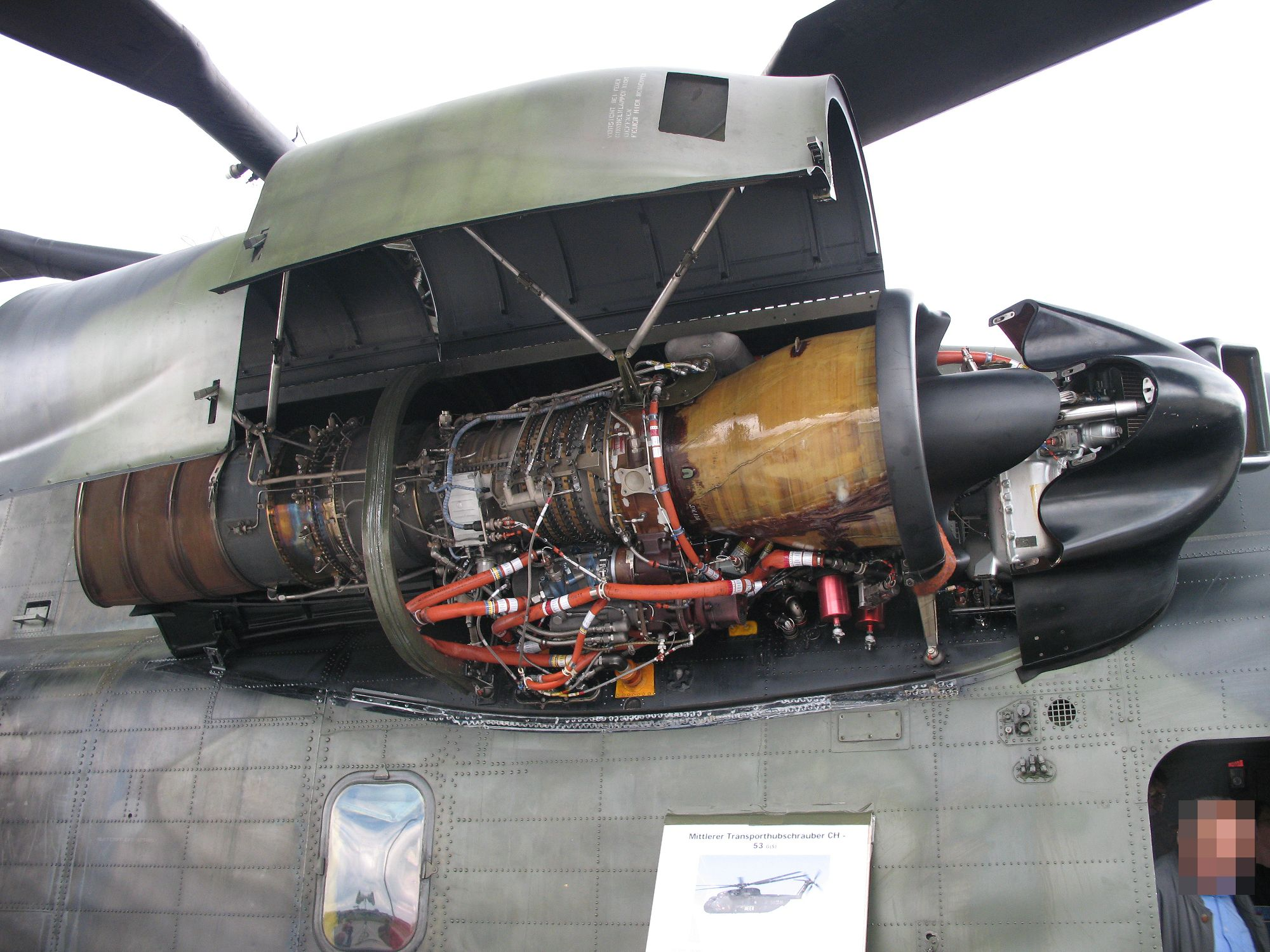
Wellenturbine General Electric T64 einer Sikorsky CH-53G

Hubschraubertriebwerke dienen zum Antrieb von Hubschraubern und decken ein Leistungsspektrum von 40 kW (das Iwtschenko AI-4W im Kamow Ka-10) bis 8.270 kW (das Lotarjow D-136 im Mil Mi-26) ab.
Die grundlegenden Bauweisen lassen sich unterscheiden in Kolbenmotoren, Blattspitzenantriebe und Wellenturbinen.

## Kolbenmotoren
Diese waren von den ersten Helikopter-Konstruktionen an bis in die 1950er und 1970er Jahre verbreitet, wobei später vor allem Sternmotoren zum Einsatz kamen. Heute findet man sie nur noch bei kleinen Hubschraubern, zum Beispiel dem Robinson R22 oder R44.

## Blattspitzenantrieb
Hier wird die von einem zentralen Verdichter verdichtete Luft aus Düsen an den Blattspitzen zum Antrieb des Rotors genutzt. Das Getriebe kann dadurch entfallen, zumal auch kein Drehmoment-Ausgleich notwendig ist. Wegen des hohen Lärmpegels und sehr hohen Treibstoffverbrauchs hat sich diese Bauweise jedoch nicht durchgesetzt.

## Wellenturbinen
Man spricht hier von Wellenturbinen, da anders als bei Turbinen-Strahltriebwerken nicht der (erhitzte, beschleunigte) Luftstrom zum Vortrieb dient, sondern allein die Wellenleistung einer Arbeitsturbine über ein Getriebe zum Rotorantrieb eingesetzt wird. Der Hauptvorteil gegenüber Kolbenmotoren ist das geringere Leistungsgewicht, das bei Hubschraubern wichtiger ist als bei Starrflüglern, da beim Start stets das Gewicht des Motors senkrecht zu heben ist. Daneben kühlen Turbinen sich (auch im Schwebeflug) selbst, während bei Kolbenmotoren stets eine Zwangskühlung notwendig ist.
Der erste Turbinen-Hubschrauber mit zufriedenstellenden Flugleistungen war der Aérospatiale SA-318 mit dem Turboméca Artouste IIC6-Triebwerk, der 1955 das erste Mal vom Boden abhob. 20 Jahre später flog der größte serienmäßige Hubschrauber der Welt, die Mil Mi-26, mit zwei Turbinen von je 8.270 kW vom Typ Iwtschenko Progress D-136.

## Weblink
- Learn Engineering: Understanding Helicopter's Engine | Turboshaft (Youtube-Link), 30. November 2017. Video (5:36) – englisch